# Pawęzów (województwo świętokrzyskie)
Pawęzów – wieś w Polsce położona w województwie świętokrzyskim, w powiecie jędrzejowskim, w gminie Oksa.
| SIMC    | Nazwa            | Rodzaj    |
| ------- | ---------------- | --------- |
| 0256604 | Działek Czwarty  | część wsi |
| 0256610 | Działek Drugi    | część wsi |
| 0256627 | Działek Pierwszy | część wsi |
| 0256633 | Działek Trzeci   | część wsi |

W latach 1975–1998 miejscowość położona była w województwie kieleckim.
Przez miejscowość przebiega droga wojewódzka nr 742.